# Brazsat FC
Brazsat FC is een Braziliaanse voetbalclub uit Recanto das Emas, een satellietstad van Brasilia.
De club werd in 2005 opgericht als Recanto Esporte Clube. In 2007 werd de club overgenomen door het Braziliaanse ruimtetechnologiebedrijf Brazsat en de club ging vanaf 2008 spelen als Brazsat FC.
In 2008 werd de club kampioen in de derde klasse van het staatskampioenschap van Brasilia en promoveerde zo naar de tweede klasse. In de zomer van 2008 en 2009 was de club op trainingskamp in Nederland en speelde onder andere tegen FC Volendam en FC Den Bosch.
De club heeft tot doel om Brasilia, dat qua voetbal nauwelijks historie heeft, op de kaart te zetten in de nationale competitie. Ook heeft de club een sociaal project dat ondersteund wordt door de UNHCR. Bekende spelers als Bebeto en Carlos Alberto zijn lid van de technische staf.